# Zdeněk Vomastek
Zdeněk Vomastek (* 12. června 1935) byl český a československý politik Komunistické strany Československa a poslanec Sněmovny národů Federálního shromáždění za normalizace.

## Biografie
K roku 1971 a 1976 se profesně zmiňuje jako zámečník.
Ve volbách roku 1971 zasedl do české části Sněmovny národů (volební obvod č. 17 – Rakovník, Středočeský kraj). Mandát obhájil ve volbách roku 1976 (obvod Beroun), volbách roku 1981 (obvod Beroun) a volbách roku 1986 (obvod Beroun). Ve FS setrval do konce funkčního období, tedy do svobodných voleb roku 1990. Netýkal se ho proces kooptace do Federálního shromáždění po sametové revoluci.